# Emelinus melsheimeri
Emelinus melsheimeri là một loài bọ cánh cứng trong họ Aderidae. Loài này được LeConte miêu tả khoa học năm 1855.